# 施祥生
施祥生（1942年—）是中国作家、编剧。 最为人熟知的作品是1997年的《天上有個太陽》，後來被改编成张艺谋1999年的电影《一個都不能少》。
文化大革命期間，施祥生被送往新疆支援邊疆建設。其他作品包括《離婚》、《生日禮物》。

## 外部連結
- 施祥生在互联网电影资料库（IMDb）上的資料（英文）